# Krepoljin
Krepoljin (en serbe cyrillique : Крепољин) est une localité de Serbie située dans la municipalité de Žagubica, district de Braničevo. Au recensement de 2011, elle comptait 1 496 habitants.
Krepoljin, officiellement classé parmi les villages de Serbie, est le second centre économique de la région d'Homolje après Žagubica.

## Géographie
Krepoljin est situé à l'ouest du mont Smešten, à l'extrémité septentrionale de la vallée de Krepoljin-Krupaja. La localité est située au carrefour de la route Belgrade-Bor et de la route Krepoljin-Despotovac, à 25 km de Petrovac na Mlavi, 62 km de Požarevac, 70 km de Bor et à 35 km de Despotovac. Le village est traversé par la rivière épononyme de Krepoljin, un affluent droite de la Mlava, qui se jette dans cette rivière à 1 km du village.

## Histoire
Les archéologues ont mis au jour les vestiges d'une activité minière et métallurgique dans la région dès l'Antiquité et le Moyen Âge, notamment à proximité de la Krepoljinska reka. Au hameau de Gradac, subsistent des vestiges de fortifications datant de l'Empire romain et de l'Empire byzantin.  Un grand centre de métallurgie datant de l'époque romaine a été découvert sur la rive gauche de la Mlava, à proximité du monastère de Gornjak.

## Démographie

### Évolution historique de la population
| 1948  | 1953  | 1961  | 1971  | 1981  | 1991  | 2002  | 2011  |
| ----- | ----- | ----- | ----- | ----- | ----- | ----- | ----- |
| 2 452 | 2 514 | 2 569 | 2 288 | 2 252 | 2 045 | 1 696 | 1 496 |

|  |